# Дом инвалидов (Прага)

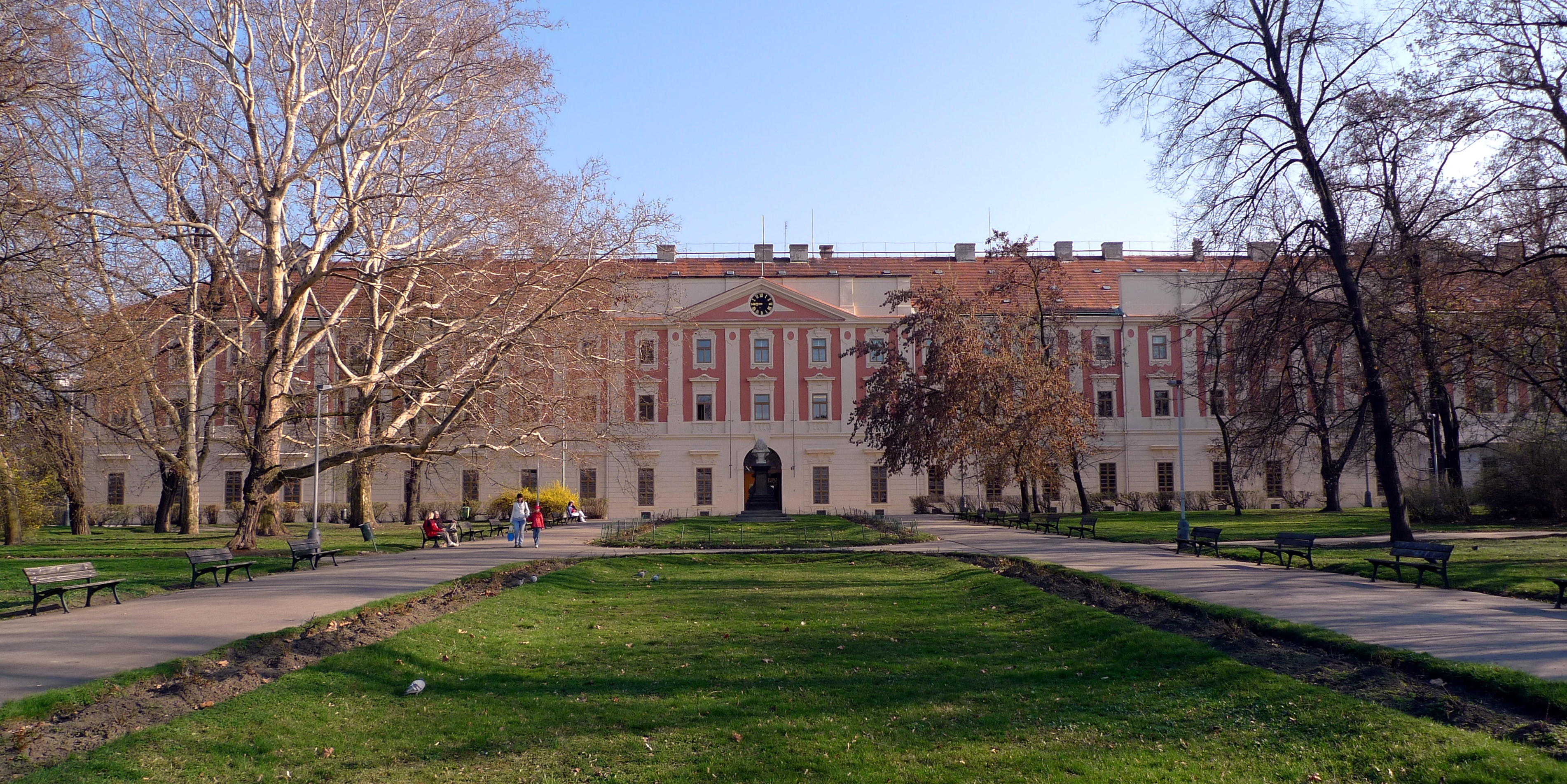
Инвалидовна, 2010 г.

Дом инвалидов (чеш. Invalidovna) — величественный комплекс построек эпохи барокко в пражском районе Карлин, служивший общежитием для военных ветеранов.
После появления Дома инвалидов в Париже и военного госпиталя в Челси император Карл VI Габсбург велел построить инвалидные дома в крупнейших городах Габсбургской державы. В Праге инвалидный дом спроектировал наиболее востребованный чешский зодчий того времени, Килиан Игнац Динценхофер. Его консультировал младший Фишер фон Эрлах.
Общежитие для ветеранов войны было рассчитано на пребывание 4000 человек с физическими повреждениями и их семей.
Строительство проходило в 1731—1737 гг. и было приостановлено в 1740 году после смерти Карла VI. Успели построить только девятую часть первоначального проекта. Недостроенное здание могло вмещать только 2000 человек.
Здание времён развития чешского барокко не было перестроено, хотя и имело разнообразное использование. После 1920 г. было отремонтировано по проекту Иосифа Вейриха и Виктора Бенеша, а постройка была оснащена электричеством. Помещение использовалось как военный архив. В 2002 году здание пострадало от очередного наводнения.
На территории инвалидного дома проходили съёмки нескольких исторических лент, включая оскароносный фильм Милоша Формана «Амадей».

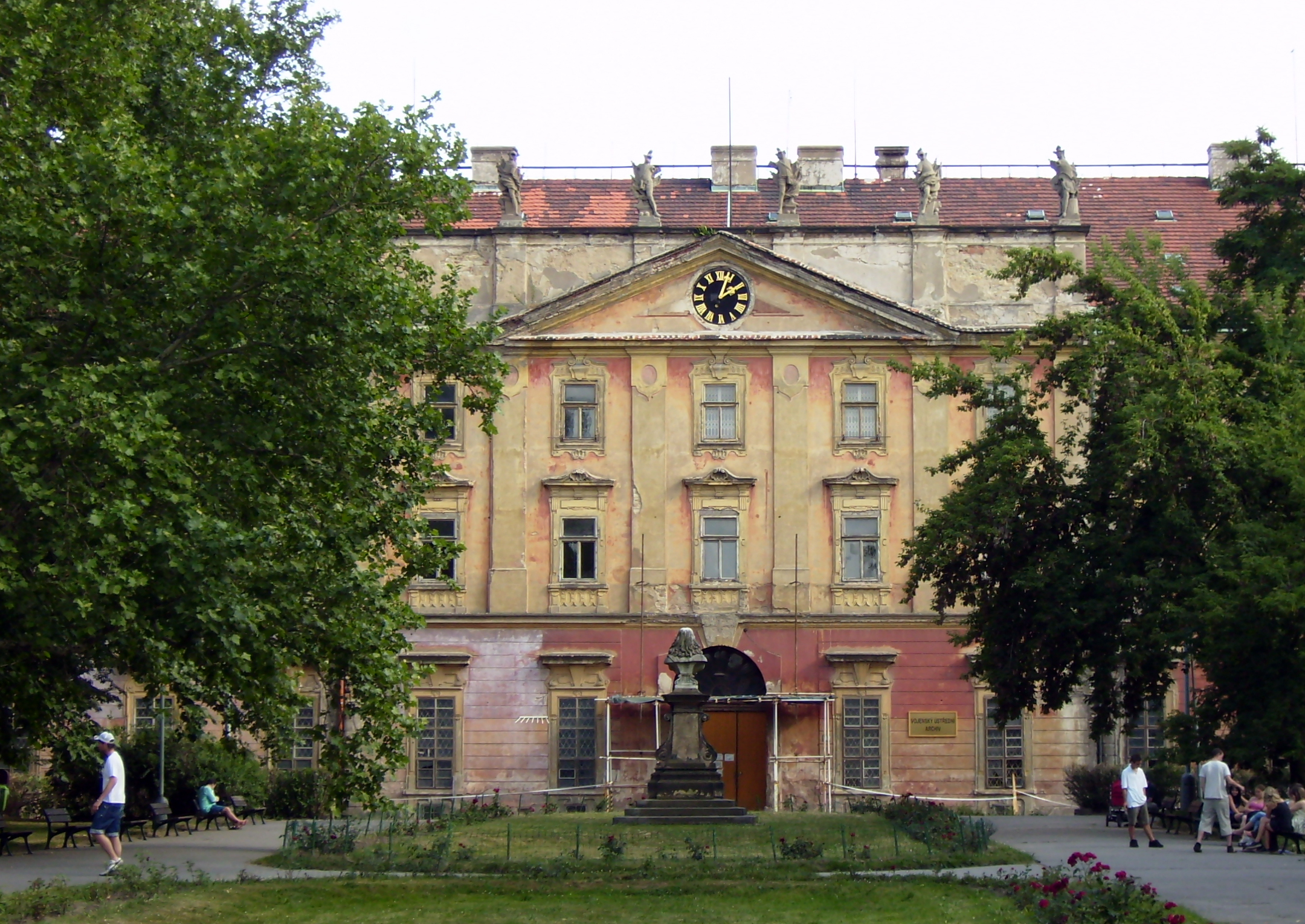
Фасад на улицу Соколовская
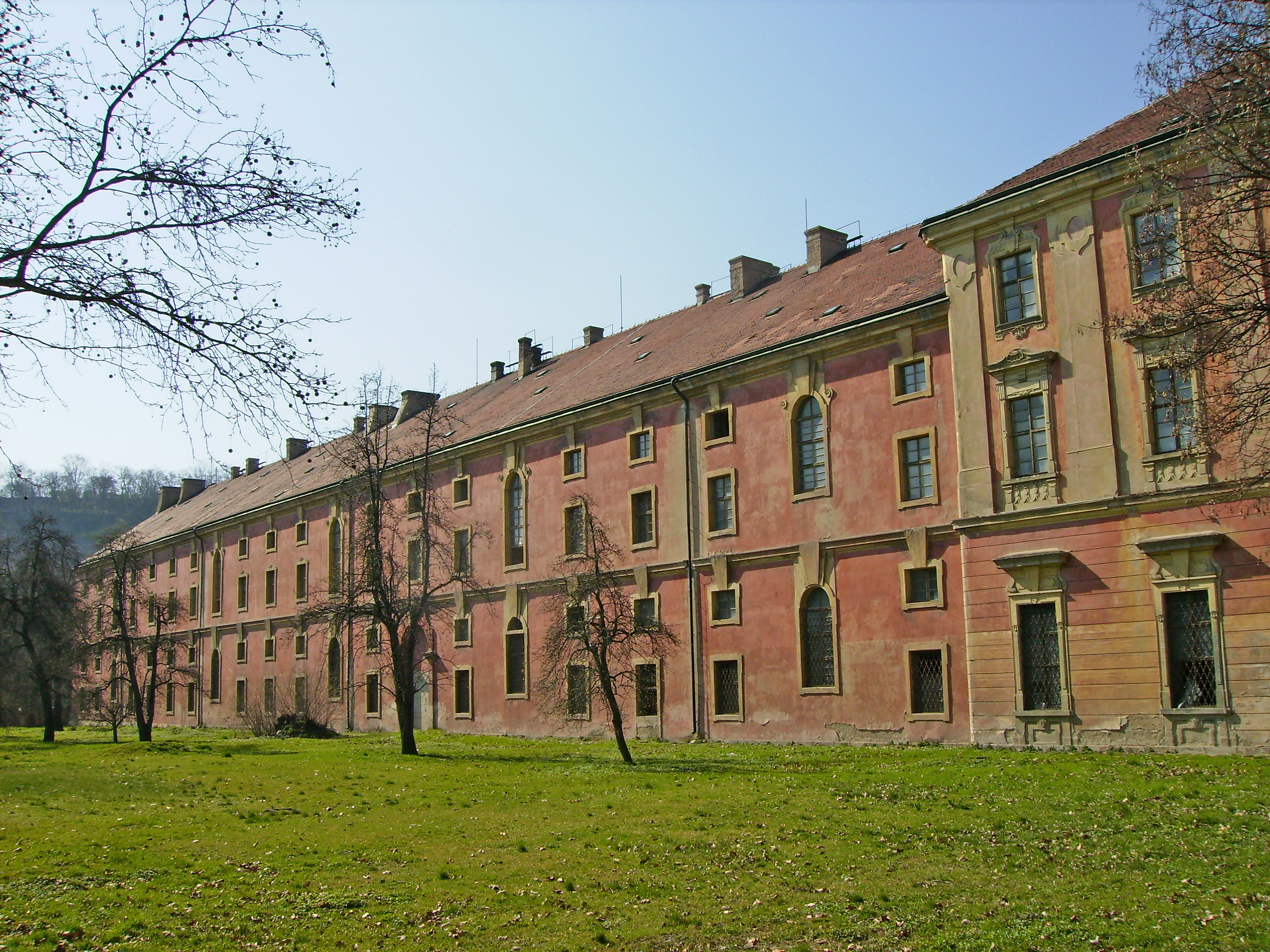
Восточный фасад комплекса
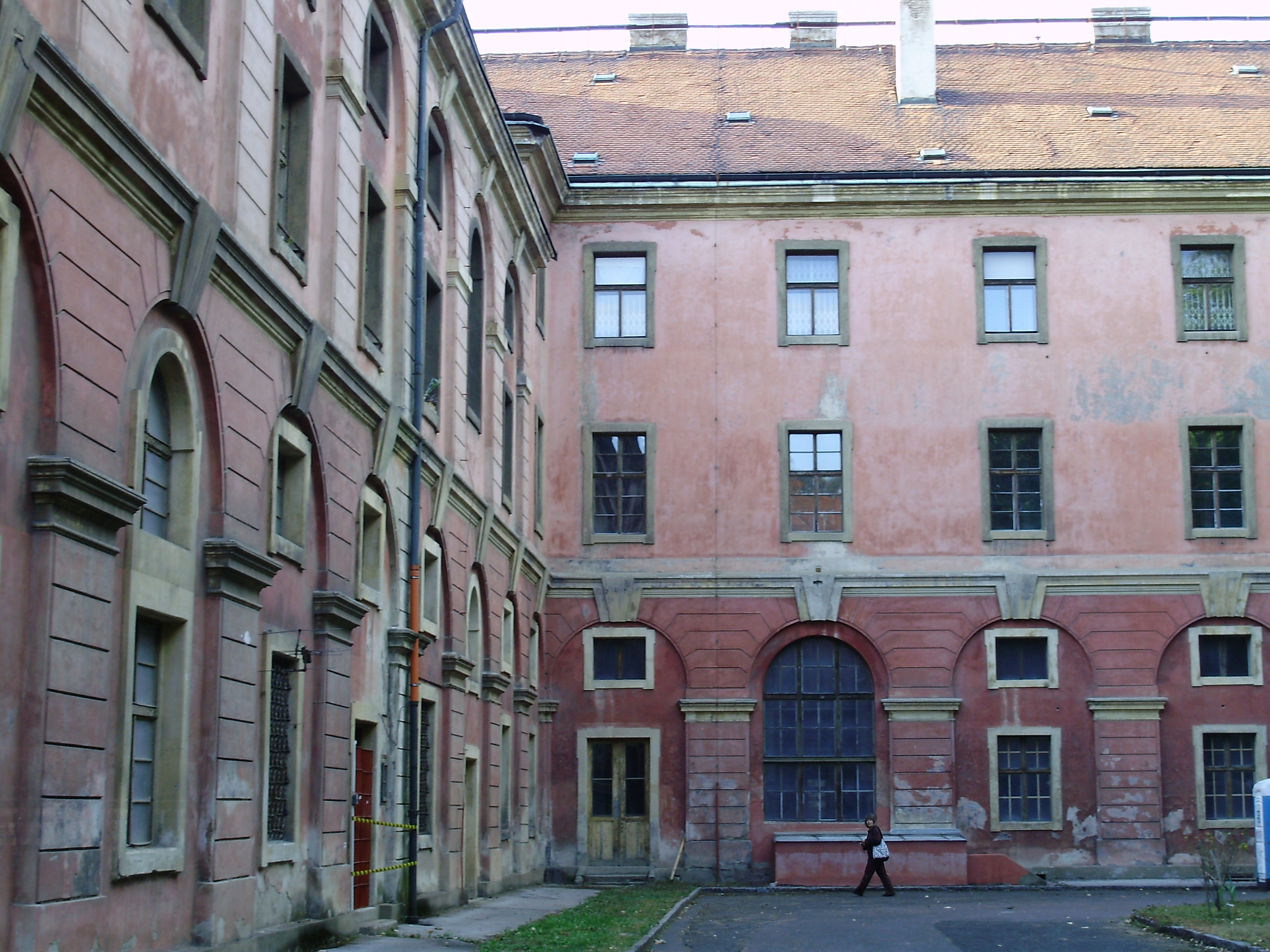
Внутренний двор
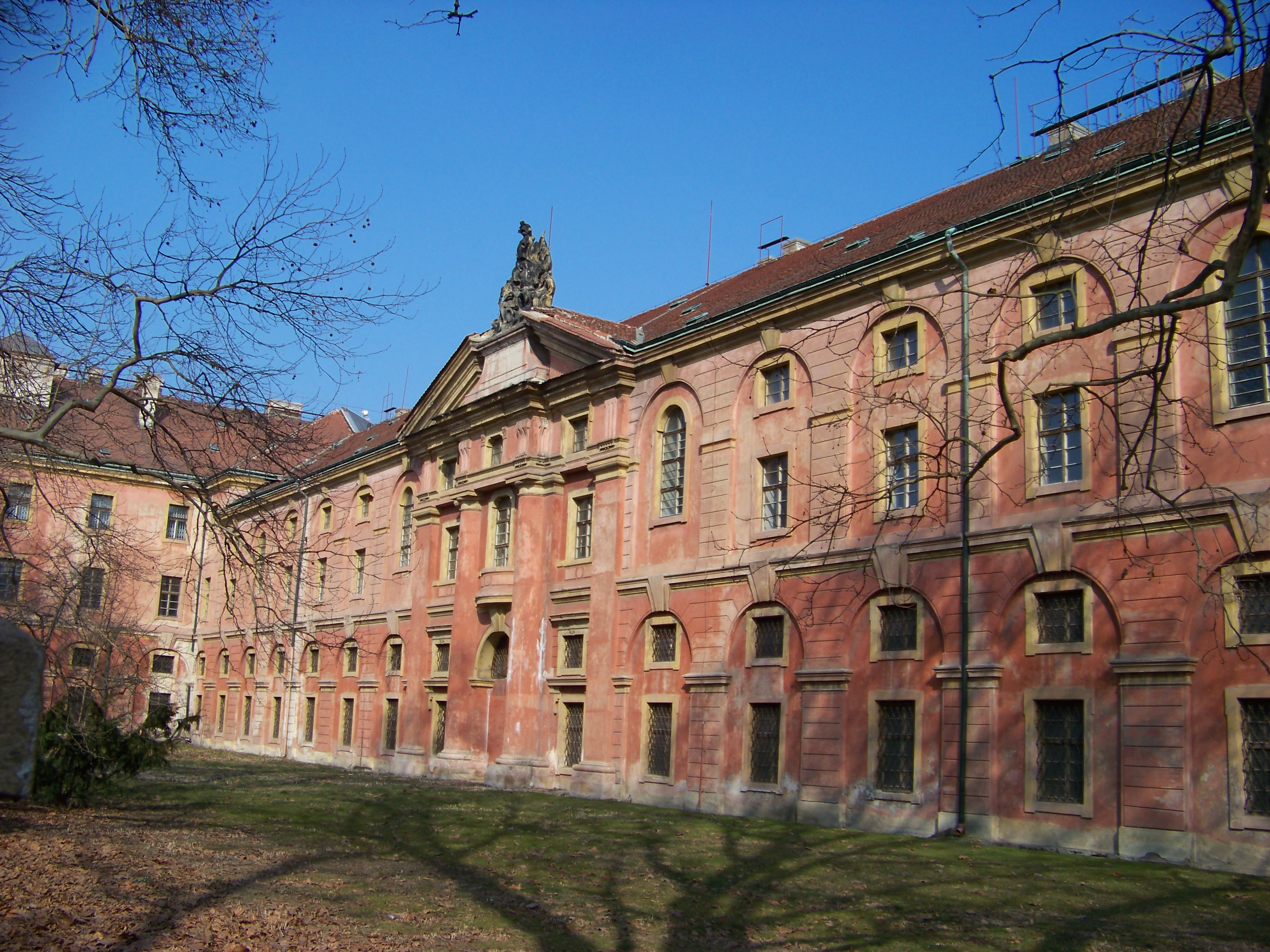
Западный корпус
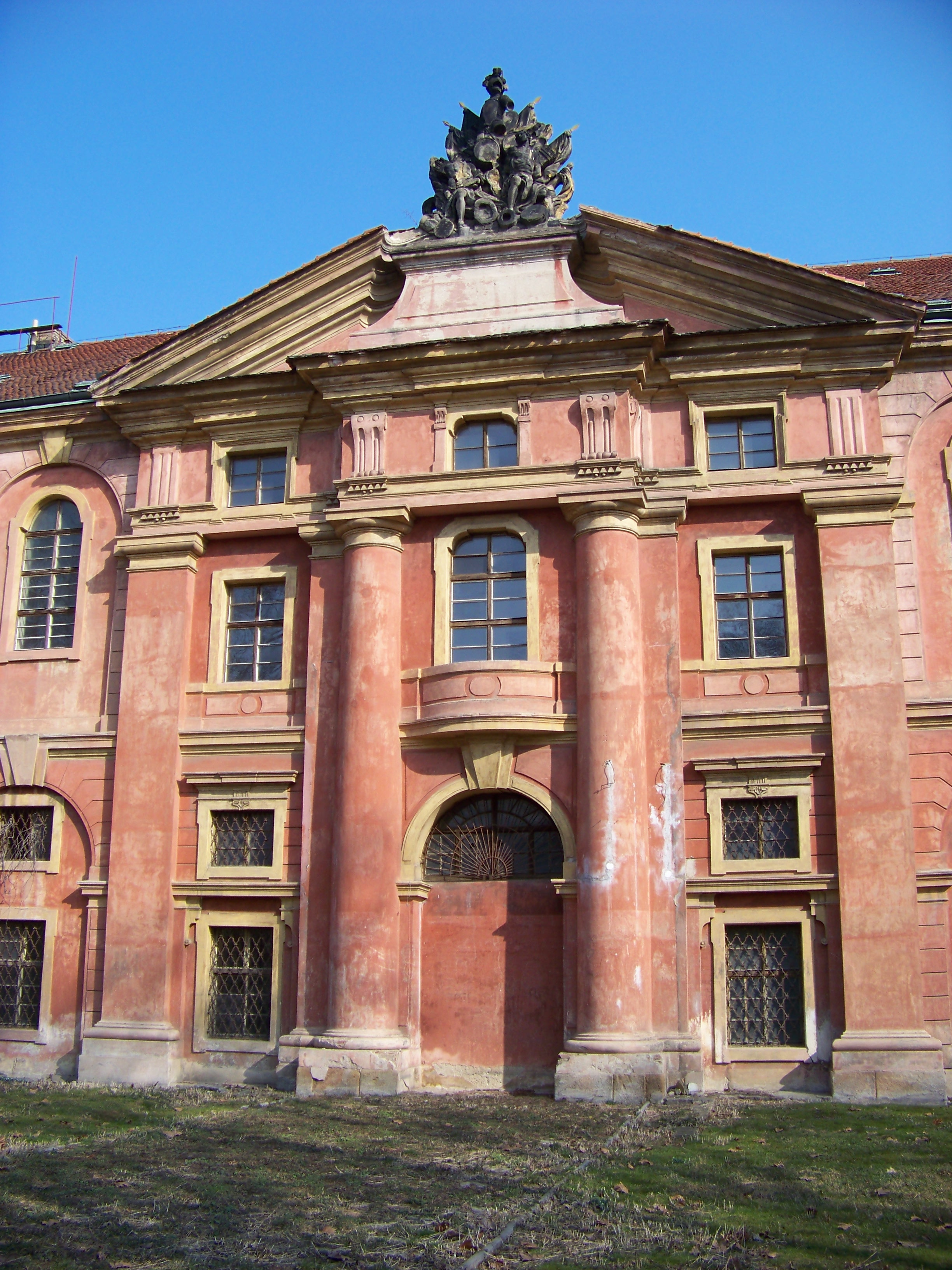
Западный портал